# Mirabel-aux-Baronnies
Mirabel-aux-Baronnies ist eine französische Gemeinde mit 1514 Einwohnern (Stand 1. Januar 2022) im Département Drôme in der Region Auvergne-Rhône-Alpes. Auf dem Gipfel eines Hügels gelegen, ist Mirabel für sein mildes Klima bekannt. Sie liegt am Flüsschen Gaude, knapp vor dessen Einmündung in die Eygues, auf halbem Weg zwischen Nyons und Vaison-la-Romaine.
Die Rebflächen des Ortes liegen im Weinbaugebiet des südlichen Rhônetals. Die Weine dürfen unter den Herkunftsbezeichnungen Côtes du Rhône sowie der qualitativ strikteren Côtes du Rhône Villages vermarktet werden. Die Bevölkerung lebt heute hauptsächlich von Landwirtschaft und Tourismus.

## Geschichte
Mirabel-aux-Baronnies ist die ehemalige Hauptstadt eines Volksstammes der Voconces, den Gaudensern. Man sagt, dass Mirabel seinen Namen vom hohen Turm des früheren Schlosses habe. Der Turm wurde Turris Mirabellis genannt und
angeblich konnte man von seiner Spitze bin nach Orange im Département Vaucluse schauen. Später war es unter dem Namen Castrum Mirabellum Teil des Gebietes der Montauban-Familie. Die Gemeinde wurde 1059 zum ersten Mal als Mirabello Castello erwähnt; am 9. Oktober 1206 tauschten der Baron Dragonet de Montauban und sein Sohn Raymond mit Eliarde, der Äbtissin von Saint-Césaire d’Arles, Mirabel mitsamt seiner Umgebung gegen die Lehnsherrschaft über Vinsobres.
Nach der Aneignung der Freiherrenwürde durch die Dauphins wurde Mirabel immer wichtiger, es hatte sogar sein eigenes Geld, und die Einwohnerzahl stieg an. Das Schloss wurde befestigt und vergrößert, die Kapelle von Saint-Julien wurde wieder aufgebaut. Der Bereich von Beaulieu, im Süden von Mirabel, wurde einer der Hauptsitze der Dauphins. Im 14. Jahrhundert wurde Mirabel im Verlauf der Hugenottenkriege stark zerstört. Bis 1348 gab es in der Gemeinde auch ein jüdisches Viertel namens Les Joisols, welches außerhalb der Mauern im Norden nahe dem Flüsschen Françonne lag. Als der Verdacht aufkam, die Juden hätten die Pest verursacht, wurden sie 1348 entweder vertrieben oder ermordet, die Häuser in ihrem Viertel wurden zerstört.
Nach den Hugenottenkriegen veränderte Mirabel-aux Baronnies sich stark. Zunächst wurde die Kapelle von Saint-Julien und dann im Jahre 1633 das Schloss und Teile der Mauern zerstört. Aus Angst vor der Pest wurden diese Mauern 1652 jedoch rekonstruiert und mit vier neuen Toren versehen. Die heute existierende Kirche wurde auf den Überresten der alten Kapelle in den Jahren 1645 bis 1651 wieder aufgebaut. Nach dem Mord an Robespierre im Juli 1794 war Mirabel ein Hauptzentrum der königstreuen Parteien.
Seit 1876 besitzt Mirabel-aux-Baronnies als eine der ersten Gemeinden Frankreichs ein eigenes Wassersystem. Hierzu wurden italienische Fachleute angestellt, die mehrere Jahre in Mirabel lebten, arbeiteten und vor Ort eine eigene Schule für ihre Kinder hatten. Das Wasser kam, damals wie heute, aus der Quelle Tune, vier Kilometer nordöstlich gelegen. Von hier fließt das Wasser durch ein System von vor Ort hergestellten Betonröhren mit 20 cm Durchmesser, welches vier (ehemalige) öffentliche Waschplätze und zwei Springbrunnen speist. Einer dieser Springbrunnen existiert schon seit dem 13. Jahrhundert und wurde später an das Wassersystem angeschlossen, beide Brunnen sind immer noch in einem guten Zustand.

### Einwohnerentwicklung
| Jahr                       | 1962 | 1968 | 1975 | 1982 | 1990 | 1999 | 2005 | 2019 |
| Einwohner                  | 879  | 886  | 901  | 1048 | 1276 | 1335 | 1447 | 1550 |
| Quellen: Cassini und INSEE |      |      |      |      |      |      |      |      |

## Sehenswürdigkeiten
- Kirche Saint-Julien
- Ruinen des alten Schlosses
- Springbrunnen auf der Place des Armes
- Kapelle Notre-Dame-de-Beaulieu
- Calvaire
- Kapelle Saint-Pierre
- Prähistorischen Höhlen Grottes des Huguenots et des Sarrasins

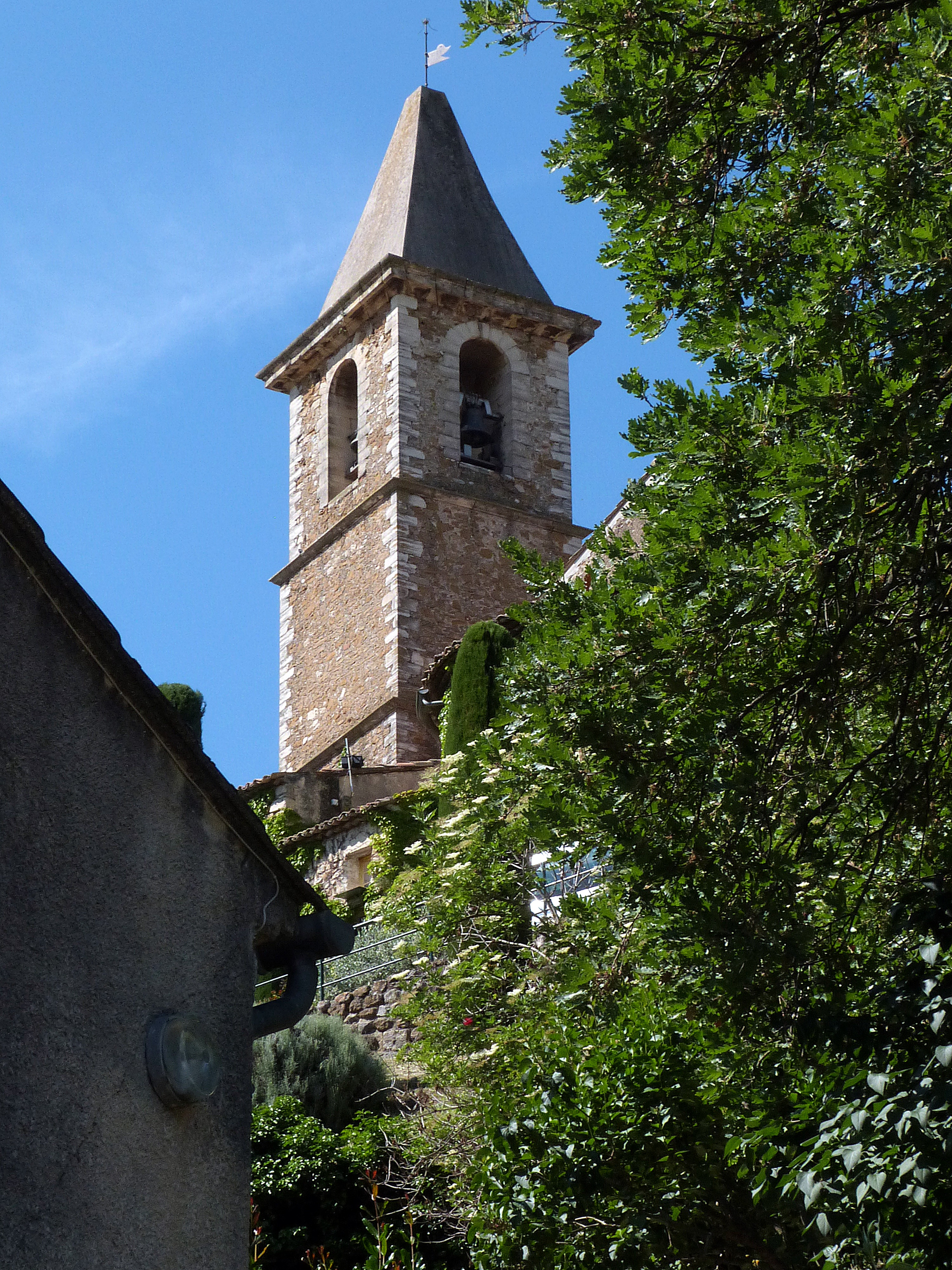
Turm der Kirche Saint-Julien
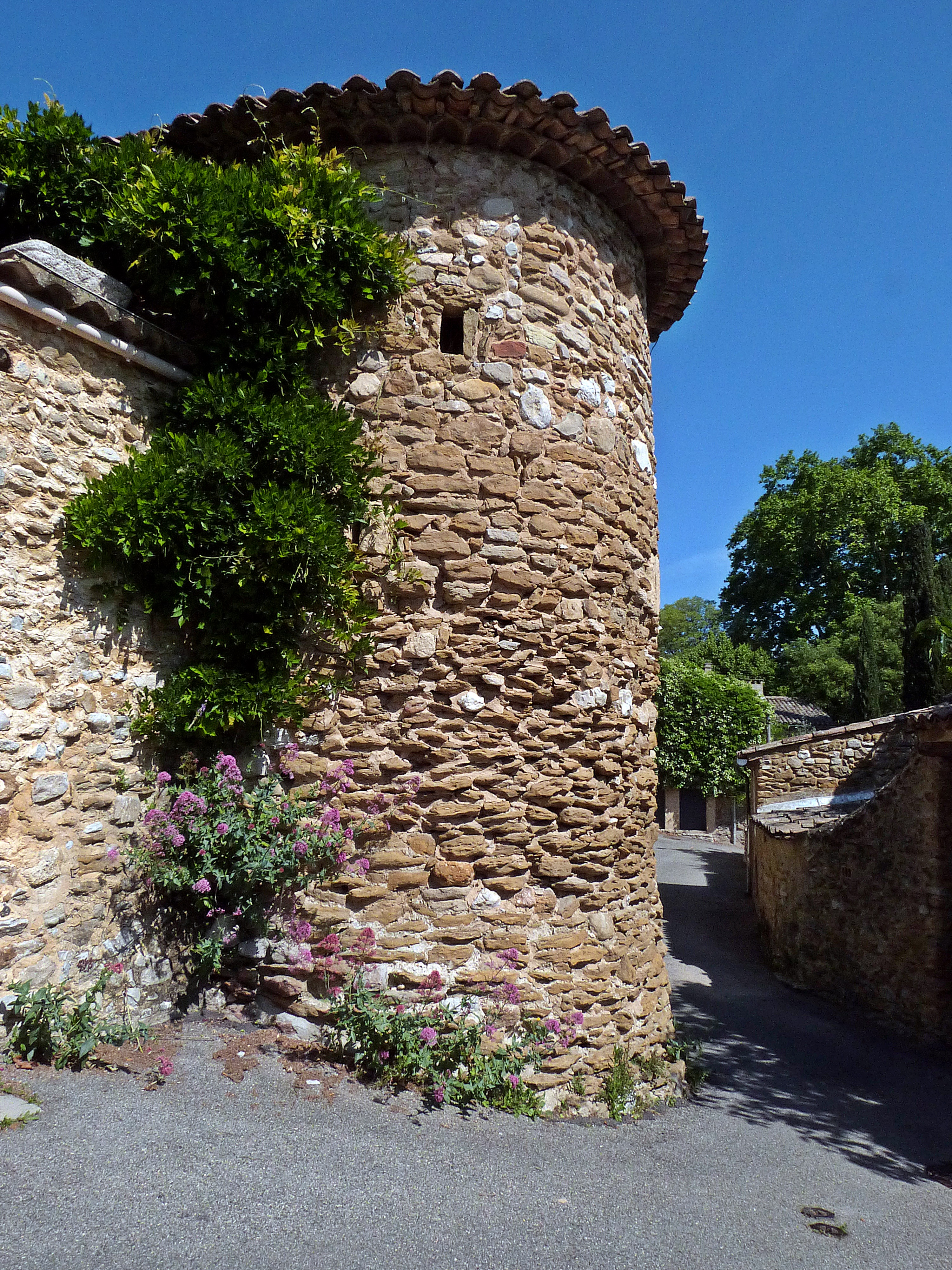
Schlossruinen
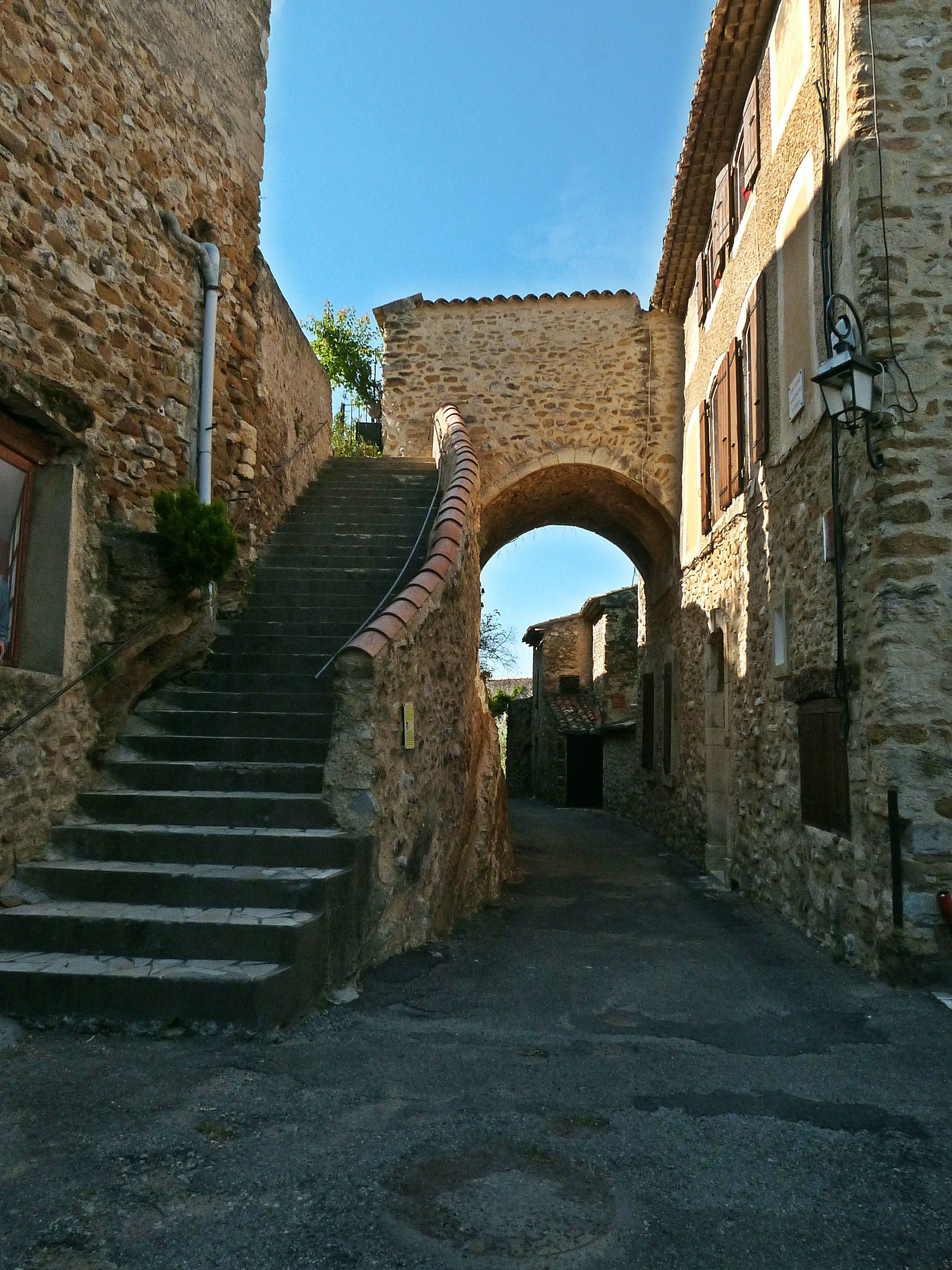
Gasse in Mirabel
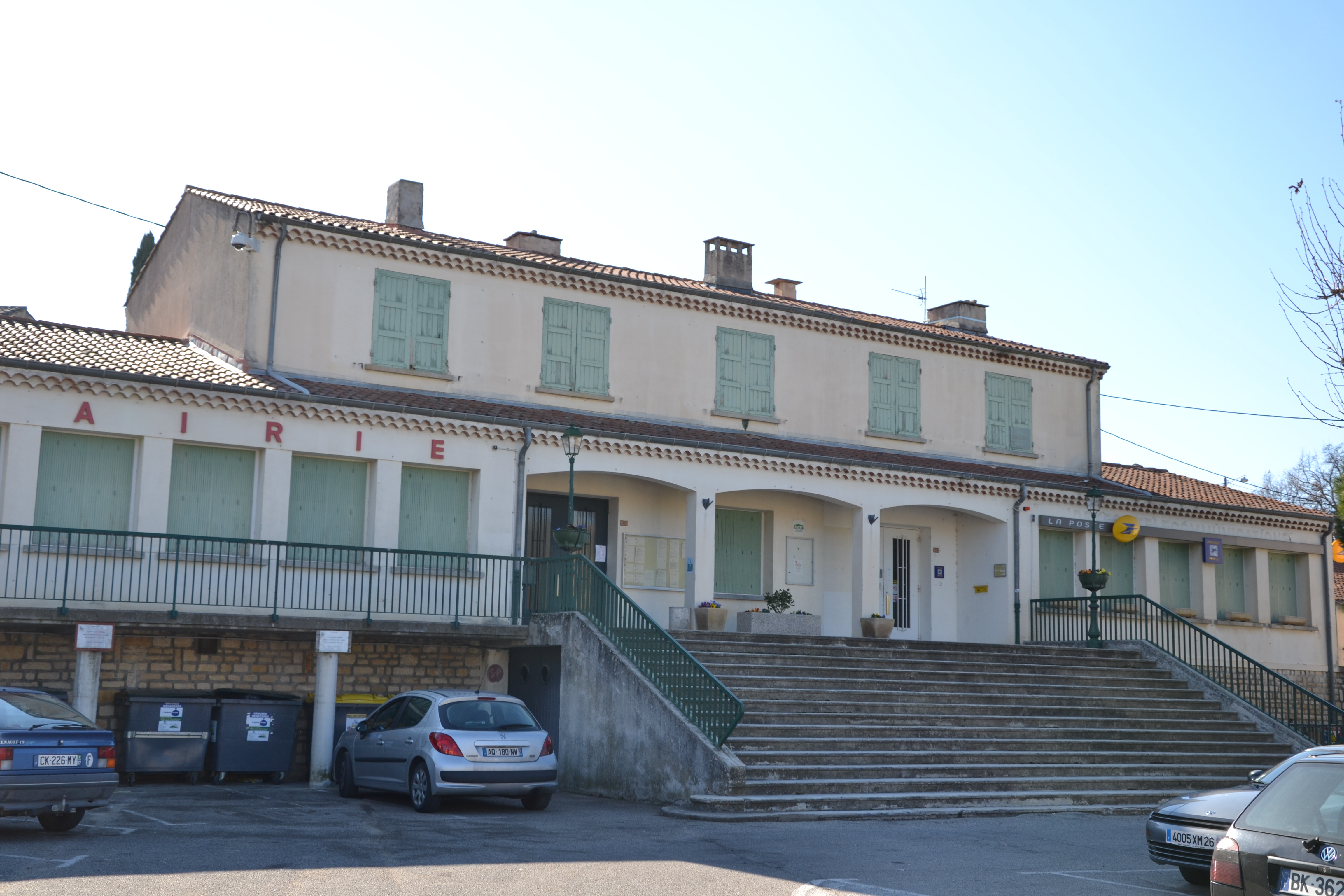
Rathaus